# Emanuel Kayser
Friedrich Heinrich Emanuel Kayser (Königsberg, 26 marzo 1845 – Berlino, 29 novembre 1927) è stato un geologo e paleontologo tedesco.

## Riassunto
Friedrich Heinrich Emanuel Kayser studiò presso le università di Halle, Heidelberg e Berlino, dove nel 1871 si qualificò come docente di geologia. Dal 1873 lavorò come geologo statale per il Preußischen Geologischen Landesanstalt, e nel 1881 divenne professore presso l'Accademia mineraria di Berlino. Nel 1885 successe a Wilhelm Dunker come professore di geologia e paleontologia all'Università di Marburg.
È noto per il suo lavoro che coinvolge la stratigrafia, la tettonica e la paleontologia delle formazioni paleozoiche in Germania; in particolare l'Harz e il massiccio renano. Con Wilhelm Dames, fu co-editore della rivista Paläontologischen Abhandlungen.
Tra le sue opere: Lehrbuch der Geologie (2 voll.): ii. Geologische Formationskunde (1891; 2 ed., 1902), e i. Allgemeine Geologie (1893); vol. ii. fu tradotto e curato da Philip Lake, con il titolo Textbook of Comparative Geology (1893). Un altro opera è Beiträge zur Kenntniss der Fauna der Siegenschen Grauwacke (1892).

## Biografia
Attraverso le sue opere, Kayser non ha influenzato solo generazioni di geologi in Germania, ma anche oltre i confini tedeschi. Sin dall’inizio, Kayser ha promosso lo sviluppo dell’ipotesi di Alfred Wegener sulla deriva dei continenti.
Tra il 1896 ed il 1909, Kayser condusse una disputa scientifica con Svante Arrhenius sull’importanza del contenuto di CO₂ (anidride carbonica) dell’atmosfera per i cambiamenti climatici e la sua influenza sulle ere glaciali.
Emanuel Kayser si interessò principalmente alla stratigrafia, alla paleontologia ed alla tettonica del Paleozoico, in particolare riguardo alle montagne Harz ed al massiccio scistoso renano. Ha anche studiato e pubblicato riguardo a terreni fuori dai confini tedeschi, tra cui Francia, Italia, Stati Uniti d'America, Cina, Brasile, Argentina, Turchia, Africa meridionale, Boemia e le regioni polari..
Dal 1910 al 1920 Emanuel Kayser è stato il primo presidente dell’ ” Associazione Geologica” (Geologische Vereinigung o GV) (*fondata l'8 gennaio 1910 nel Museo Senckenberg di Francoforte sul Meno assieme ad Eduard Suess, presidente onorario, ed a Gustav Steinmann, caporedattore del nuovo giornale commerciale "Geologische Rundschau"), rinominata nel 2015 ” Società Geologica Tedesca - Associazione Geologica” (Deutsche Geologische Gesellschaft–Geologische Vereinigung o DGGV). Dal 1910 l’ ” Associazione Geologica” inizia la pubblicazione della rivista "Geologische Rundschau". Dal 1999 il periodico ha cambiato nome in ” International Journal of Earth Sciences” (IJES).
Dal 1882 Kayser iniziò a scrivere numerosi trattati paleontologici (integrati successivamente come trattati geologici e paleologici), che pubblicò fino al 1897 assieme a Wilhelm Dames.

## Origine e Famiglia
Emanuel Kayser fu il primo di cinque figli del proprietario del maniero, Johann Jacob August Heinrich Kayser (* nato il 12 Giugno 1817 a Königsberg, odierna Kaliningrad; † morto il 28 Gennaio 1910, vicino a Merano nella zona del Tirolo in Italia).
Johann era figlio del notaio August Imanuel Kayser (* nato il 17 Febbraio 1785 a Trzebiatów, in tedesco Treptow an der Rega, in Polonia; † morto il 12 Ottobre 1858) e di Wilhelmine Henriette Amalie Kayser, nata von Schaffstedt (* nata il 12 Giugno 1789 a Brandeburgo sulla Havel; † morta il 05 Aprile 1867 a Königsberg, odierna Kaliningrad).
La madre di Emanuel era Amalie Dorothea Kayser, nata von Metz (* nata il 10 Luglio 1812 a Smolensk in Russia Europea; † morta il 4 Dicembre 1880 a Berlino), figlia maggiore di Friedrich von Metz († morto nel 1819 a San Pietroburgo) immigrato dall’Alsazia in Russia e di Elisabeth Maria von Metz, nata von Wachten (* nata il 19 Novembre 1784 in Estonia; † morta il 31 Maggio 1862 a Halle (Saale) in Sassonia-Anhalt) a capo della casa della famiglia imperiale a Mosca. Amalie von Metz è stata corteggiata nel 1842 dal pittore Ernst Meyer, durante un periodo di cura a Gräfenberg in Slesia, che le ha dedicato il cosiddetto “Quaderno di schizzi di neve” (“Schneeskizzenbuch”).
Friedrich von Metz, il fratello maggiore della madre di Emanuel Kayser, è stato per molto tempo un funzionario russo nella “Casa dei Cadetti” di Carskoe Selo a Puškin (San Pietroburgo). La madre Elisabeth von Metz, in età anziana ha sposato poi lo scrittore e poeta russo Nikolaj Alekseevič Polevoj.

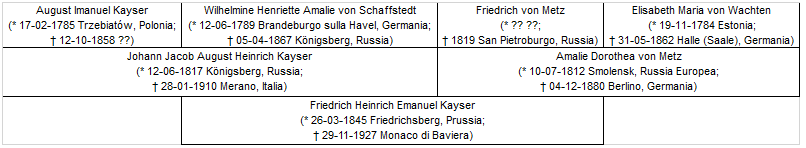
Albero Genealogico

Emanuel Kayser era il maggiore di cinque fratelli Elisabeth, Anna, Marie e per ultimo il giovane fisico Heinrich Gustav Johannes Kayser (* nato il 16 Marzo 1853 a Bingen am Rhein; † morto il 14 Ottobre-1940 a Bonn).
La sorella minore Marie Kayser (* nata il 18 Novembre 1851 a Bingen am Rhein; † morta il 07 Gennaio 1916 a Marburgo) quarta nata nella famiglia, è stata una pittrice e moglie di Heinrich Georg Reimer (* nato il 30 Aprile 1848 a Berlino; † morto il 01 Agosto 1922 a Marburgo). Il padre di Heinrich era l‘editore e libraio Dietrich Reimer (* nato il 13 Maggio 1818 a Berlino; † morto il 15 Ottobre 1899) e lo zio era lo storico e Premio Nobel per la Letteratura (nel 1902) Christian Matthias Theodor Mommsen (* nato il 30 Novembre 1817 a Garding; † morto il 01 Novembre 1903 a Charlottenburg, quartiere di Berlino).
Nel 1878 Emanuel Kayser sposò Marie Henriette Margarethe Charlotte Eleonore, nata Hand. Ebbe 4 figli. Sua figlia Maria Theresia Voelckers (* nata il 04 Luglio 1883 a Berlino) sposò (09 Marzo 1912) l’architetto, scenografo ed autore Otto Völckers (* nato il 09 Novembre 1888 a Kassel; † morto il 06 Dicembre 1957 a Monaco di Baviera). Sua figlia Cäcilie (* nata il 22 Agosto 1879 a Berlino) sposò (26 Marzo 1913) lo storico legale, avvocato penalista e professore dell’Università di Marburgo Woldemar August Engelmann. (* nato il 01 Maggio 1865 a Tartu in Estonia; † morto il 05 Febbraio 1942 a Marburgo).

## Onorificenze
| 01 | · 1877 Korrespondierendes Mitglied Société Geòlogique du Nord                                                                           |
| 02 | · 1883 Mitglied der Deutschen Akademie der Naturforscher Leopoldina–Sektion Geologie und Paläontologie                                  |
| 03 | · 1891 Korrespondierendes Mitglied der Londoner Geological Society                                                                      |
| 04 | · 1892 Korrespondierendes Mitglied der Russischen Akademie der Wissenschaften in St. Petersburg                                         |
| 05 | · 1902 Ehrenmitglied der Schweizerischen Naturforschenden Gesellschaft                                                                  |
| 06 | · 1909 Korrespondierendes Mitglied der Geological Society of America                                                                    |
| 07 | · 1909 Verleihung des Titels Geheimer Regierungsrat                                                                                     |
| 08 | · 1910 Mitbegründer der Geologischen Vereinigung                                                                                        |
| 09 | · 1915 Mitglied Bayerische Akademie der Wissenschaften                                                                                  |
| 10 | · 1916 Korrespondierendes Mitglied der Geologiska Föreningen in Stockholm                                                               |
| 11 | · 1917 Korrespondierendes Mitglied in der Preußischen Akademie der Wissenschaften                                                       |
| 12 | · 1918 Ehrenmitglied der Gesellschaft zu Beförderung der Gesamten Naturwissenschaften in Marburg                                        |
| 13 | · 1921 1. Ehrenmitglied der Deutschen Geologischen Gesellschaft[40]                                                                     |
| 14 | |
| 15 | |
| 16 | · Posthum: Kayser Bjerg, ein Berg in Grönland (Hall Land) mit den Koordinaten 81°33′15″N 58°58′28 wurde nach Emanuel Kayser benannt[42] |
| 17 | · Emanuel Creek, West Australien |
| 18 | · Emanuel Formation, West Australien |
| 19 | · Kayser-Leith area (North Dakota) |
| 20 | |
| 21 | · Glossinulus kayseri |
| 22 | · Coeloterorhynchus kayseri |
| 23 | · Alpinites kayseri |
| 24 | · Angelina kayseri |
| 25 | · Kayserops megaspina Delo |
| 26 | · Asaphellus kayseri |
| 27 | · Chonetes (Chonetes) cf. kayseri Paeckelmann                                                                                           |
| 28 | · Productella cf. kayseri Paeck |
| 29 | · Kayseraspis asaphelloides |
| 30 | · Kayseraspis brackebuschi |
| 31 | · Emanuelaspis (Emanuelina) |
| 32 | · Emanuelaspis (Emanuelina) expansa |
| 33 | · Dechenella (Basidechenella) kayseri Rud. Richter                                                                                      |
| 34 | · Goniophora kayseri |
| 35 | · Alpinites kayseri Schindewolf |
| 36 | · Alpinites kayseri Bogoslovskiy |
| 37 | · Goniatites kayseri (syn. Mesobeloceras kayseri)                                                                                       |
| 38 | · Kayserella emanuelensis Veevers |
| 39 | · Kayserella lepida Biernat |
| 40 | · Kayserella Hall & Clarke |
| 41 | · Kayserella costatula Lenz |
| 42 | · Pericyclus kayseri Schmidt |
| 43 | · Lahnospira kayseri Ulrich (syn. Pleurotomaria kayseri Ulrich)                                                                         |
| 44 | · Naticopsis kayseri Holzapfel |
| 45 | · Machaeracanthus kayseri Kegel |
| 46 | · Mesobeloceras kayseri Holzapfel |
| 47 | · Otarion (Aulacopleura) kayseri Holzapfel                                                                                              |
| 48 | · Diplocercides kayseri von Koenen |
| 49 | · Discoclymenia kayseri |
| 50 | · Ilsaephytum kayseri Weiss |
| 51 | · Actinostrobites kayseri Schindehütte                                                                                                  |
| 52 | · Bizignathus kayseri (Bisch. et Zieg.),                                                                                                |
| 53 | · Pugnax kayseri Tschernyschew 1902 |
| 54 | · Pugnax Kayseri Rigaux |
| 55 | · Parapugnax ex gr. kayseri (Rig.) |
| 56 | · Enteletes Kayseri Waagen |
| 57 | · Xucula kayseri Clarke |
| 58 | · Nucula kayseri Clarke |
| 59 | · Platyceras kayseri |
| 60 | · Orthis Plectorthis kayseri Walcott (Eoorthis kayseri Walcott)                                                                         |
| 61 | · Orthothetes (Orthothetina) kayseri |
| 62 | · Enteletes kayseri Waagen |
| 63 | · Murchisonia kayseri Spitz |
| 64 | · Gosseletia (Cyrtodontopsis) kayseri Frech                                                                                             |
| 65 | · Ctenodonta (Palmoneilo) kayseri |
| 66 | · Tellinites (Koenenia) kayseri |
| 67 | · Tellinites gibbosa var. kayseri Beushausen                                                                                            |
| 68 | · Palaeoneilo kayseri Beushausen |
| 69 | · Cyrtodonto kayseri Beushausen |
| 70 | · Cyrtodontopsis kayseri |
| 71 | · Palorthoceras kayseri Kröger, Beresi & Landing 2007                                                                                   |
| 72 | · Productorthis kayseri Kozlowski |
| 73 | · Cyrtiopsis kayseri Grabau |
| 74 | · Lophophyllidium kayseri |
| 75 | · Skenidioides kayseri |
| 76 | · Streptorhynchus kayseri Schellwien |
| 77 | · Streptorhynchus kayseri Bed |
| 78 | · Streptorhynchus kayseri Schenk |
| 79 | · Coelotherorhynchus kayseri Rigaux |
| 80 | · Paracyathus kayserensis Vaughan |
| 81 | · Cushmanidea kayserensis Krutak |
| 82 | · Stropheodonta kayseri |
| 83 | · Wedekindoceras kayseri Schindewolf |
| 84 | · Gypidula (plicogypa) kayseri Peetz |
| 85 | · Pentamerus kayseri Peetz |
| 86 | · Nautilus Kayseri Loczy |
| 87 | · Machaeracanthus kayseri Kegel |
| 88 | · Trimerus kayseri Thomas |
| 89 | · Plicogypa cf. kayseri |
| 90 | · Eoorthis kayseri |
| 91 | · Plebejochonetes kayseri |
| 92 | · Uncinulus kayseri Barrois |
| 93 | · Dipleura kayseri |
| 94 | · Monograptus kayseri |
| 95 | · Tirnovella kayseri |
| 96 | · (Loranthaceae) Agelanthus kayseri (Adolf Engler.)[44]                                                                                 |
| 97 | |
| 98 | · (Orchidaceae) Bonatea kayseri (Rolfe)[46][47]                                                                                         |
| 99 | |

## Pubblicazioni
| 01 | · Lehrbuch der Allgemeinen Geologie. Stuttgart 1893, 8. Auflage 1924 (Lehrbuch der Geologie, 4 Bände, 1. und 2. Band: Allgemeine Geologie), Digitalisat, 6. Auflage, Enke 1921 |
| 02 | · Lehrbuch der Geologischen Formationskunde, Stuttgart 1891, 8. Auflage 1923, Digitalisat der 2. Auflage 1902 (Lehrbuch der Geologie in zwei Teilen, II. Teil: Geologische Formationskunde) |
| 03 | · Abriß der Allgemeinen und Stratigraphischen Geologie, Stuttgart 1915, 5. Auflage 1925 |
| 04 | · Textbook of Comparative Geology (Übers. Philip Lake), Cambridge, S. Sonnenschein & Co.; New York: MacMillan & Co. 1893, 2. Auflage 1925, Digitalisat, Macmillan 1893 |
| 05 | · "Die Brachiopoden aus Mittel–und Ober-Devon der Eifel". Zeitschrift der Deutschen Geologischen Gesellschaft, XXIII, S. 491–647. |
| 06 | · Über primordiale und untersilurische Fossilien aus der Argentinischen Republik, in: Alfred Wilhelm Stelzner (Hrsg.), Beiträge zur Geologie und Paläontologie der Argentinischen Republik, Teil 2: Paläontologie, Kassel: Theodor Fischer 1876, Digitalisat |
| 07 | · „Beiträge zur Kenntnis einiger paläozoischer Faunen Süd-Amerikas“in: Zeitschrift der Deutschen Geologischen Gesellschaft 49, S. 274–311, 6 Tafeln |
| 08 | · Alguns fósseís paleozóicos do Estado do Paraná. In: Revista do Museu Paulista 4, 1900, S. 300–311, 2 Tafeln |
| 09 | · „Cambrische Brachiopoden von Liau-Tung“. In: Ferdinand von Richthofen, China, Bd. 4, Berlin, 1883, S. 34–36 |
| 10 | · Palaeontological Notes. Am. Journ. of Sc. v. XXIX. 1885, p. 114. |
| 11 | · Note on some palaeozoic Pteropoda. Am. Journ. of Sc. vol. XXX, 1885, p. 17. |
| 12 | · Classification of the Cambrian system of North America. Am. J. Sc. XXXII. 1886. p. 138–157. |
| 13 | · The Cambrian System in the United States and Canada. Bullet. of the Philosoph. Soc. of Washington, vol VI, 1883, p. 89–102 |
| 14 | · Palaeozoic Rock of Central Texas. Amer. Journ. Sc. 3. s. XXVIII. 1884. p. 431–433. |
| 15 | · Fauna of the „Upper Taconic“of Emmons in Washington County, N. Y. Mit einer Tafel. Amer. Journ. XXXIV. 1887. 187–199. |
| 16 | · The Taconic system of Emmons and the use of the name Taconic in geological nomenclature. Am. Journ. Science. Vol. XXXV. 229–242, 307–327, 394–401. 1888. Mit 1 geolog. Karte und 1 Profilskizze. |
| 17 | · Fauna of the „Upper Taconic“of Emmons in Washington County, N. Y. Am. Journ. Sc. Vol. 34. 187–199. September 1887. Mit 1 palaeont. Tafel. |
| 18 | · Descriptive notes of new genera and species from the Lower Cambrian or Olenellus-Zone of North America Proceed. of the U. St. National Museum. XII. 33–46. Washington 1889. |
| 19 | · Precarboniferous Strata in the Grand Cañon of the Colorado. Amer. Journ. Sc. XXVI, 1883, p. 437–442 |
| 20 | · Studien aus dem Gebiete des Rheinischen Devons: H. 1-4. // In: Zeitschrift der Deutschen Geologischen Gesellschaft: 1. Das Devon der Gegend von Aachen. 1870. Bd. 22. S. 841–852; 2. Die devonischen Bildungen der Eifel. 1871. Bd. 23. S. 289–376; 3. Die Fauna des Roteisensteins von Brilon. 1872. Bd. 24. S. 653–700; 4. Über die Fauna des Nierenkalks vom Enkeberge und der Schiefer von Nehden bei Brilon und über die Gliederung des Oberdevons im Rheinischen Schiefergebirge. 1873. Bd. 25. S. 602–674. |
| 21 | · Die Fauna der ältesten Devon-Ablagerungen des Harzes, 1878 |
| 22 | · Die Fauna des Hauptquarzits und der Zorger Schiefer des Unterharzes, 1889 |
| 23 | · "Zur Arrhenius –Frech’schen Kohlensäure–Hypothese", Centralblatt für Mineralogie, Geologie und Paläontologie, 1908, S. 553–556. |
| 24 | · Die Fauna des Dalmanitensandstein von Kleinlinden bei Gießen, Schriften der Gesellschaft zur Beförderung der Gesamten Naturwissenschaften, Marburg, Band 13, Marburg 1896, 42 S. |
| 25 | · mit Werner Paeckelmann: Geologische Karte von Preußen und benachbarten Bundesstaaten, Blatt Niederwalgern, Königlich Preußische Geologische Landesanstalt (Hrsg.), Berlin 1915 |
| 26 | · mit Werner Paeckelmann: Geologische Karte von Preußen und benachbarten Bundesstaaten, Blatt Marburg, Königlich Preußische Geologische Landesanstalt (Hrsg.), Berlin 1915 |
| 27 | · mit Heinrich Lotz: Geologische Karte von Preußen und benachbarten Bundesstaaten, Blatt Ober-Scheld, Königlich Preußische Geologische Landesanstalt (Hrsg.), Berlin 1907 |
| 28 | · Geologische Karte von Preußen und benachbarten Bundesstaaten, Blatt Oberheldrungen, Königlich Preußische Geologische Landesanstalt (Hrsg.), Berlin 1900 |
| 29 | · Geologische Karte von Preußen und benachbarten Bundesstaaten, Blatt Weissensee, Königlich Preußische Geologische Landesanstalt (Hrsg.), Berlin 1900 |
| 30 | · Geologische Karte von Preußen und benachbarten Bundesstaaten, Blatt Greussen, Königlich Preußische Geologische Landesanstalt (Hrsg.), Berlin 1900 |
| 31 | · Geologische Karte von Preußen und benachbarten Bundesstaaten, Blatt Artern, Königlich Preußische Geologische Landesanstalt (Hrsg.), Berlin 1900 |
| 32 | · Geologische Karte von Preußen und benachbarten Bundesstaaten, Blatt Leimbach, Königlich Preußische Geologische Landesanstalt (Hrsg.), Berlin 1900 |
| 33 | · Geologische Karte von Preußen und benachbarten Bundesstaaten, Blatt Hettstedt, Königlich Preußische Geologische Landesanstalt (Hrsg.), Berlin 1900 |
| 34 | · Geologische Karte von Preußen und benachbarten Bundesstaaten, Blatt Cönnern, Königlich Preußische Geologische Landesanstalt (Hrsg.), Berlin 1900 |
| 35 | · Geologische Karte von Preußen und benachbarten Bundesstaaten, Blatt Lauterberg, Königlich Preußische Geologische Landesanstalt (Hrsg.), Berlin 1900 |

## Letteratura
| 01 | · Heinz Walter: Kayser, Emanuel. In: Neue Deutsche Biographie (NDB). Band 11, Duncker & Humblot, Berlin 1977, ISBN 3-428-00192-3, S. 379–381 (Digitalisat).                                  |
| 02 | · Walter Killy; Rudolf Vierhaus (Hrsg.) Deutsche Biographische Enzyklopädie (DBE), Band 5, DTV, K. G. Saur, München, 2001, ISBN 3-423-59053-X, S. 480.                                       |
| 03 | · Paul Gustaf Krause: Emanuel Kayser in: Preußisch Geologische Landesanstalt (Hrsg.): Jahrbuch der Preußisch Geologischen Landesanstalt für das Jahr 1928, 49, Teil 2, 1929, S. XCIV - CXIX. |
| 04 | · Karl Andrée: Emanuel Kayser. In: Lebensbilder aus Kurhessen und Waldeck 1830–1930, Hrsg. v. Ingeborg Schnack, 5. Band, N. G. Elwert, Marburg, 1955, S. 188–208.                            |
| 05 | · Rudolf Richter: Emanuel Kayser. In: Geologische Rundschau 19, 1928, Heft 2, S. 155–160. |
| 06 | · Ferdinand Broili: Emanuel Kayser. In: Jahrbuch der Bayerischen Akademie der Wissenschaften 1928, S. 35–37. Digitalisat                                                                     |
| 07 | · Charles Schuchert: Emanuel Kayser. In: American Journal of Science, Fifth Series, Bd. 15, 1928, S. 286.                                                                                    |
| 08 | · Francis Arthur Bather>: Emanuel Kayser. In: The Quarterly Journal of the Geological Society of London, Bd. 84, 1928, S. I–II.                                                              |
| 09 | · Hamberg: Minnesord öfver E. Kayser. In: Geologiska Föreningens Föhandlingar 1928, Band 50, H. 1, S. 110 ff.                                                                                |
| 10 | · A. A. Borisjak: Ог и Кайзер: [Некрологи]. In: Геол. вестник. Bd. 6, 1928, Nr. 1/3, S. 90–91.                                                                                               |
| 11 | · Kayser, Emanuel F. H. in: Nordisk familjebok (andra upplagans 36. supplement, Nordisk familjeboks förlags aktiebolag, Stockholm 1924).                                                     |
| 12 | · Kayser. In: Meyers Großes Konversations-Lexikon. 6. Auflage. Band 10, Bibliographisches Institut, Leipzig/Wien 1907, S. 795–796.                                                           |
| 13 | · Kayser, Emanuel In: Enciclopedia Treccani. |
| 14 | · Kayser, Friedrich Heinrich Emanuel in: Encyclopædia Britannica. |
| 15 | · Professor Emanuel Kayser in: Science, 6 Apr 1928, Vol. 67, Issue 1736, p. 366. |
| 16 | · Kay Schürmann (Hrsg.): 200 Jahre Hessisches Mineralienkabinett 1790–1990, Festschrift. Philipps-Universität-Marburg, Marburg 1990, S. 47–51.                                               |